# Birmanie britannique
1824–1942–1945–1948
Entités précédentes :
- Raj britannique
- Dynastie Konbaung
- État de Birmanie (1942-1945)

Entités suivantes :
- Birmanie

La Birmanie britannique (en anglais: British Burma) est la période de l'histoire de l'actuelle Birmanie marquée par la domination britannique. Cette période s'étend de la première guerre anglo-birmane en 1824 jusqu'à l'indépendance de la Birmanie en 1948, avec une interruption de facto brève entre 1942 et 1945 du fait de l'occupation japonaise.
De 1886 à 1937, la Birmanie a fait partie du Raj britannique (regroupant l'Inde britannique et les États princiers), puis constitue une colonie britannique distincte à partir de 1937. Durant la Seconde Guerre mondiale, le pays, occupé par les Japonais, porte le nom de 1943 à 1945 d'État de Birmanie.

## Histoire

### Montée du nationalisme
Une élite birmane se forme à travers des études au sein des universités anglaises. En 1906, des membres de l'intelligentsia créent la YMBA, une version bouddhiste de la Young Men's Christian Association. En 1920, cependant, lorsque le gouvernement britannique décide d'exclure la Birmanie des nouvelles réformes introduites en Inde, de grandes manifestations sont organisées. Les étudiants et le clergé bouddhiste se mettent en grève. Les réformes finissent par être concédées en 1923. Un groupe d'étudiants radicaux de l'université de Rangoon initient le mouvement Thakin.

## Économie
Avec la colonisation, l'économie de redistribution, fondée sur l'autosuffisance agraire, est remplacée par un modèle visant à l'exportation des richesses. Ainsi, le système économique birman traditionnel s'effondre.
Le delta d'Irrawaddy est déforesté et, en quelques décennies, les Britanniques font installer de grandes rizières afin d'exporter le riz par le canal de Suez récemment ouvert. La superficie des rizières productives de la Basse-Birmanie passe d'environ 24 000 hectares à 4 millions d'hectares entre le milieu du XIXe siècle et la Seconde Guerre mondiale, tandis que le prix du riz augmente rapidement et continuellement jusqu'à la Grande Dépression. Beaucoup de gens déménagent vers le delta pour y travailler, souvent en s'endettant auprès de prêteurs indiens de la ville de Chennai.
Les infrastructures de transport sont développées entre 1890 à 1900, mais le chemin de fer et les bateaux appartiennent à des compagnies britanniques et la majorité de la population birmane n'en profite donc pas. Les mines de rubis et l'extraction du pétrole et du bois sont monopolisés par trois entreprises britanniques.

## Droit

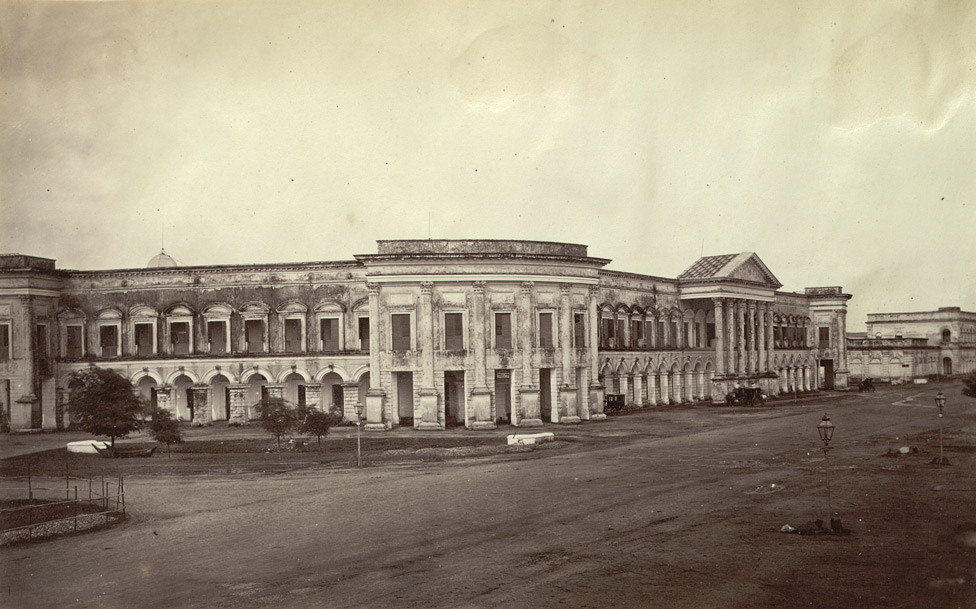
Tribunal à Rangoun en 1868.

Sous l'empire britannique, la police est déployée de manière ambigüe dans les villes, et l'administration s'appuie sur les chefs locaux dans les campagnes. Le gouverneur est soucieux d'organiser des procès pour punir les rebelles birmans, afin de sauvegarder l'image de la rule of law qui sert de justification morale au régime colonial. Le personnel judiciaire et para-judiciaire est organisé de manière particulièrement défavorable aux femmes birmanes. Les juridictions britanniques s'approprient les traditions juridiques bouddhistes à travers le travail d'historiens orientalistes. Des catégories de population sont entérinées dans le droit, avec différents statuts personnels. L'héritage du droit colonial britannique continue à être débattu au Myanmar et au Royaume-Uni après l'indépendance.

### Police
Bien que l’empire britannique se donne comme mission d’interdire les jeux d’argent afin de paraître moralement supérieure, les procureurs et les juges du gouvernement contestent la définition des jeux d'argent. Ils s’efforcent de les différencier des autres pratiques tolérées. En plus de ces difficultés juridiques, les fonctionnaires britanniques ont souvent jugé nécessaire de fermer les yeux sur les jeux d'argent. En effet, au quotidien, les fonctionnaires subalternes de la police et de la magistrature entretenaient une relation ambivalente avec les jeux d'argent. Bien qu'habilités à les réprimer, certains choisissaient d'ignorer leur présence, tandis que d'autres étaient activement de connivence avec les joueurs.
Dans certaines zones rurales ou reculées, les colonisateurs britanniques se sont largement appuyés sur les intermédiaires autochtones qui travaillaient déjà avec les rois précédents, et n'ont pas eu besoin d'y organiser une présence policière régulière.

### Répression judiciaire des rébellions

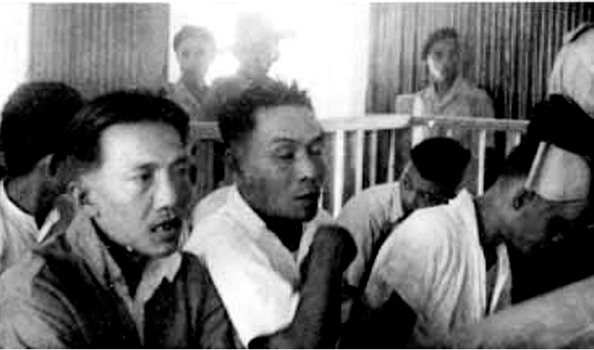
Procès d'U Saw devant une cour spéciale assemblée par le gouverneur colonial.

Pendant la colonisation britanniques, les gens birmans se méfient de la police et de l’appareil judiciaire colonial. Notamment, les cas de meurtres à cette époque ne sont que rarement signalés aux pouvoirs britanniques. Dans les années 30, des rébellions anti-colonialistes éclatent, par exemple celle de Saya San. Les puissances occupantes accordent une très grande attention à arrêter les rebelles et à faire tenir des procès publics qui respectent scrupuleusement les procédures. La raison est que l’empire colonial s’est énormément appuyé sur l’idée que sa mission civilisatrice est d’apporter l’État de droit aux autochtones. En fait, dans une certaine mesure, les pouvoirs britanniques ont peut-être même exagéré l'ampleur des rébellions Saya San, qui n’ont en réalité pas commis tous les faits qui leur ont été reprochés dans les tribunaux coloniaux. Dans les années 30, la défense de l'idéal du rule of law n’intéresse plus l’administration britannique, qui se borne à accuser les Birmans d’être trop réfractaires au droit.

### Juges et personnel para-judiciaire

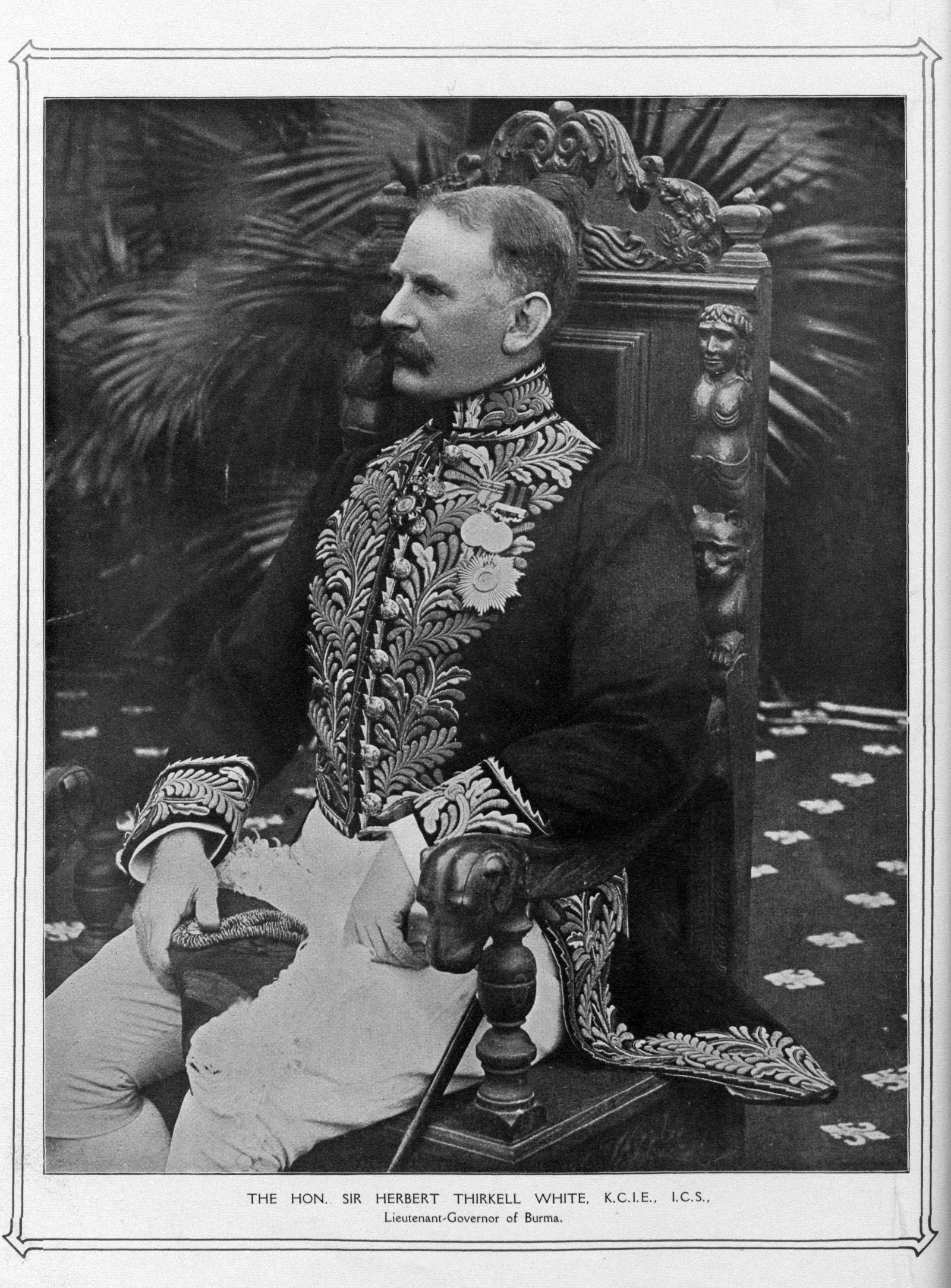
Herbert Thirkell White, Chief Justice of Myanmar entre 1902 et 1905.

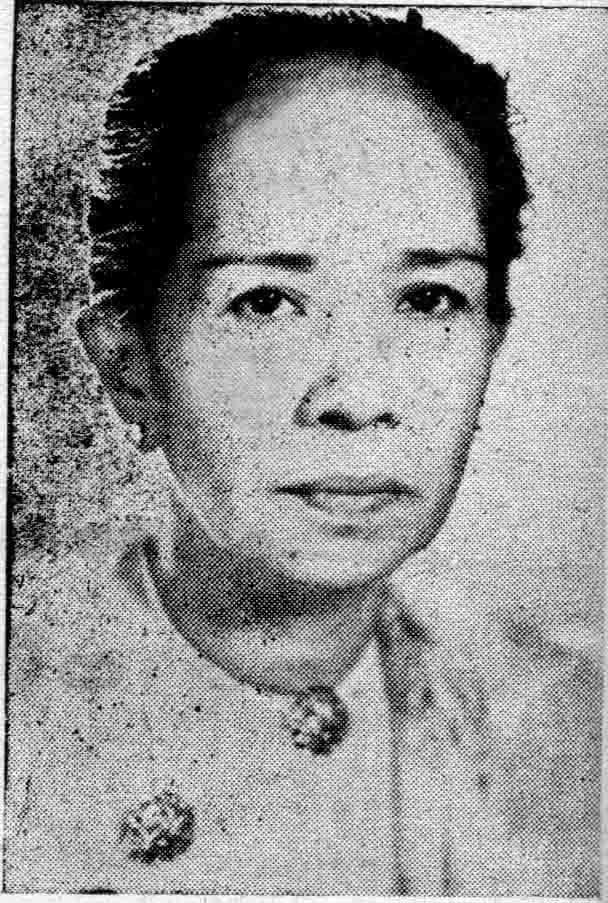
Pwa Hmee, devenue première femme barrister de Birmanie en 1925.

Les juges haut-gradés en fonction sous le régime britannique font tacitement reposer leur autorité sur leur identité masculine et blanche. Afin de se présenter comme neutres et impartiaux, la classe des juges se pose comme le contraire d'une autre catégorie de la population qui serait, elle, trop émotionnelle, sournoise et irrationnelle. Selon Jonathan Saha, les procès à l'époque impériale tendent ainsi particulièrement à discréditer les voix des femmes asiatiques.
Dans le système médical de la Birmanie coloniale, presque tous les assistants et infirmiers sont des Indiens dont la venue a été incitée par l'administration britannique. Ils sont responsables de l'examination des cadavres et des patients dans le cadre de la médecine légale. Souvent, les assistants médicaux falsifient ou dissimulent des faits, particulièrement dans les cas de viols. Les médecins et les juges britanniques le savent et s'indignent, attribuant ces méfaits à une prétendue mauvaise nature des hommes indiens. En pratique toutefois, les fraudes médico-légales des assistants qui cachent des violences faites aux femmes autochtones sont tolérées par la hiérarchie.

### Administration du droit bouddhiste et autochtone
Au cours de l'époque coloniale, plusieurs érudits britanniques s'intéressent à l'histoire du droit en Birmanie et construisent pour la première fois l'idée d'un « droit bouddhiste » monolithique et cohérent. Selon Hilary McGeachy, les travaux qu'ils ont produits servaient principalement de justification pour l'ingérence des juges britanniques dans l'administration des affaires judiciaires entre gens birmans. Elle caractérise leur approche comme relevant de l'orientalisme juridique. Andrew Huxley partage cette analyse et considère que les travaux d'histoire du droit produits dans le contexte colonial birman sont gravement biaisés.

### Statuts personnels
Dans le droit colonial britannique en Birmanie, chaque personne est régie par des lois différentes en fonction de leur « race » et de leur religion. Les femmes sont censées être régies par le droit applicable à leur père, mais les archives montrent plusieurs affaires où des femmes protestent contre le statut qui leur est assigné, en revendiquant appartenir à une autre communauté.

### Postérité

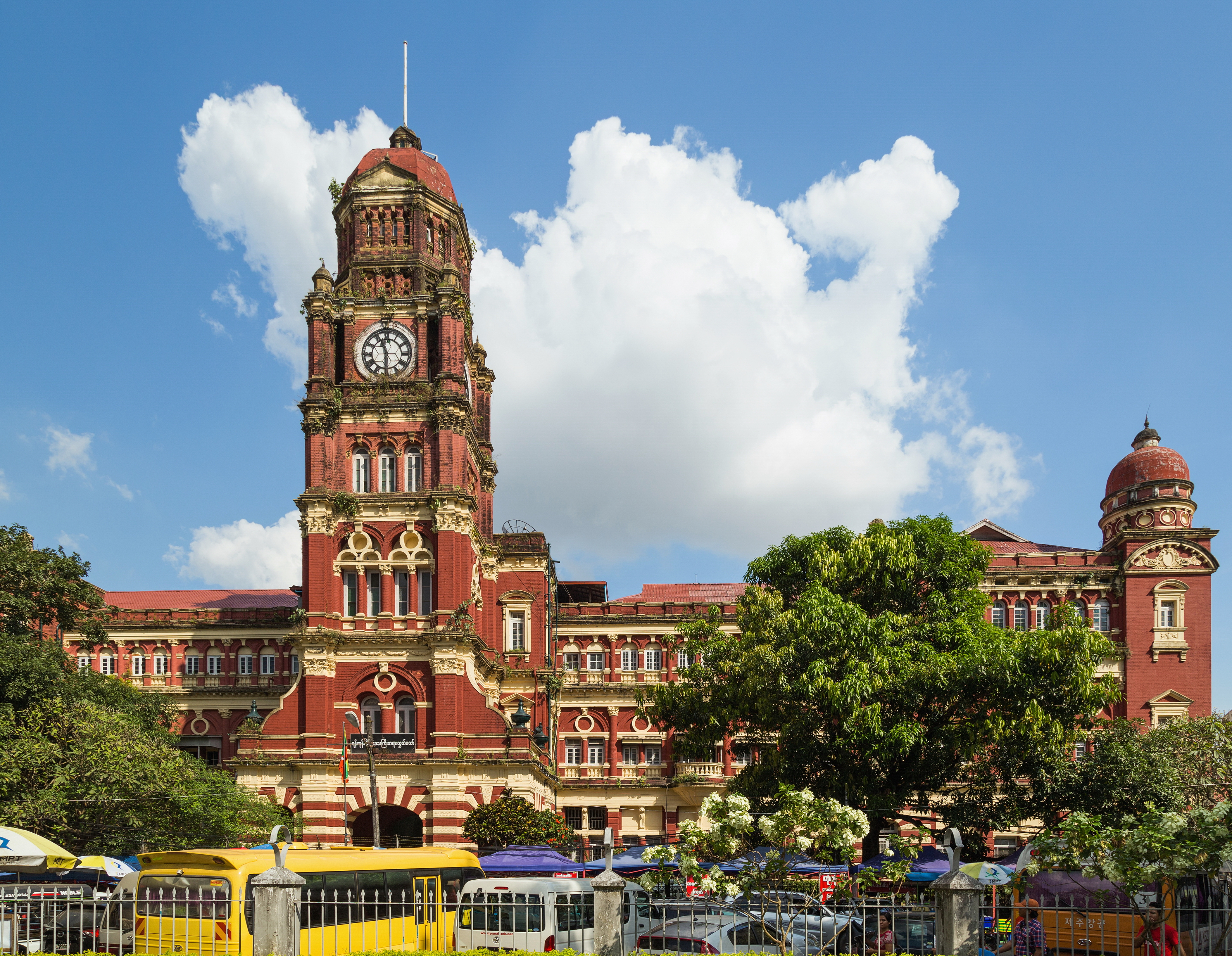
Ancien siège de la Cour suprême du Myanmar, bâtiment colonial, en 2016.

Dans les années 2020, le débat sur la responsabilité du colonialisme anglais sur la fragilité judiciaire au Myanmar est toujours discuté. Le droit colonial est tantôt présenté comme un cadeau, tantôt comme un poison.